# Киприан (Островский)
Киприан Островский (1753—1812) — архимандрит Русской православной церкви.

## Биография
О мирской жизни Островского сведений почти не сохранилось, известно лишь, что он родился около 1753 года, на Волыни, «сын шляхетский» и «учился российской грамоты и писать и других некоторых европейских языков».

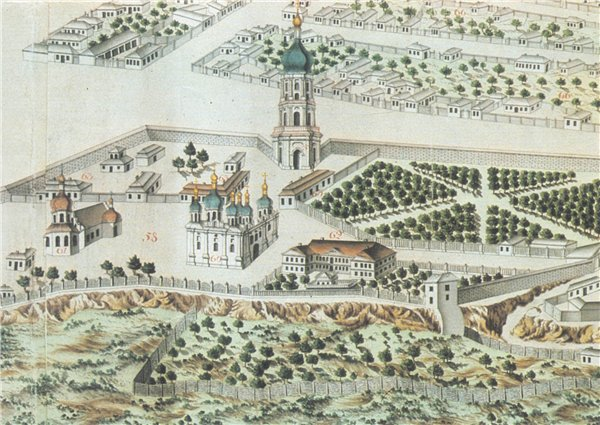
Пустынно-Николаевский монастырь

2 декабря 1778 года Островский принял монашеский постриг с именем Киприан в Киевском Пустынно-Николаевском монастыре, где 9 мая 1781 году был посвящен в иеромонаха.
В 1783 году отец Киприан был вытребован в Петербургский Александроневский монастырь (позднее лавра), где был назначен уставщиком.
В 1788 году Киприан Островский был направлен в Польшу, в епархию епископа всех православных церквей в тогдашних польских пределах Виктора Садковского, который 12 мая того же года посвятил его в игумена в Жаботинском монастыре и назначил настоятелем Слуцкого Братского Преображенского монастыря, к тому времени пришедшего в крайний упадок. Недолго спустя отец Киприан был определен присутствующим Слуцкой духовной консистории, а затем кафедральным наместником.
18 апреля 1789 года, вместе с преосвященным Виктором, по подозрению в подстрекательстве западно-русского православного народа против Польши, был арестован по дороге из Грозовского монастыря в Слуцк и под строгим караулом доставлен в Варшаву. Здесь был помещен сначала в Красинском дворце, но вскоре переведен в арсенал, где томился в темной, душной и тесной каморке под крышей. Здесь он сильно занемог, после чего был переведен в более удобное помещение. С течением времени караульные солдаты и офицеры привыкли к узнику и однажды зимою, по его просьбе, купили ему на его 15 копеек лотерейный билет, принесший ему 720 рублей выигрыша; после этого, его положение несколько улучшилось; 22 мая 1791 года он был переведен в вполне удобное помещение за городом, а 8 июня 1792 года освобожден, проведя в заключении более трёх лет.
Дождавшись освобождения и преосвященного Виктора, он с его разрешения вернулся в конце года в Слуцк и занялся приведением в порядок расстроившихся в трехлетнее архиерейское отсутствие епархиальных дел, сохранив за собою все свои прежние должности. 11 ноября 1792 года преосвященный Виктор назначил его настоятелем самого богатого в епархии Новопечерского Дятловичского Преображенского мужского монастыря. В 1792 году преосвященный Виктор возложил на него, в награду за невинные страдания под арестом, золотой наперсный крест, награда по тому времени весьма редкая, и хотя Священный Синод преосвященному сделал выговор за самовольное награждение Киприана, однако последнее утвердил.

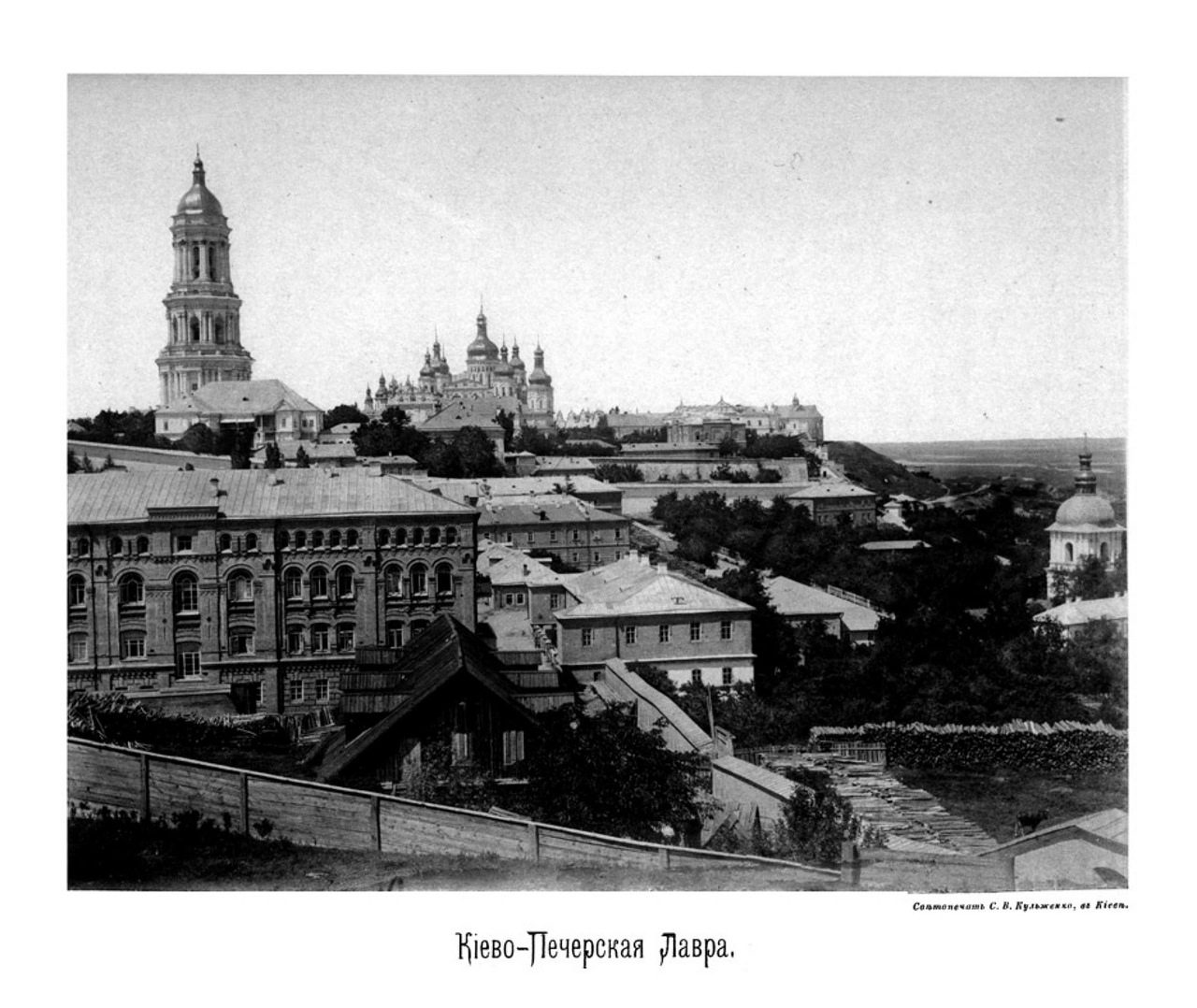
Киево-Печерская лавра (XIX век)

23 апреля 1793 года отец Киприян и был освобождён, по состоянию здоровья и по собственному прошению, от всех должностей.
Сдав дела Киприан Островский отправился в город Киев, где сначала был помещен в лавре, в числе рядовой братии, а потом получил звание соборного старца и исправлял «послушание экклесиаршеское, наместническое и Китаевской пустыни начальника». В 1794 году российская императрица Екатерина II определила Киприану пенсию по 150 рублей в год, между тем как по штату ему полагалось пенсии только по 50 рублей.
В марте 1807 года отец Киприан был назначен настоятелем Киевского Николаевского монастыря. В феврале 1812 года этот монастырь был передан под помещение монахинь сгоревшего тогда Киевофлоровского монастыря, а монахи были помещены в Киево-Печерской лавре. Здесь Киприан и скончался 22 декабря 1812 года.
В журнале «Христианское чтение» за июль 1892 год профессор русской церковной истории протоиерей П. Ф. Николаевский напечатал извлеченное им из рукописей московского главного архива Министерства иностранных дел Российской империи длинное «письмо к другу» Киприана, представляющее подробное описание его ареста и заточения и коротенькую речь при встрече преосвященного Виктора в Слуцке по приезде из Варшавы — превосходный для своего времени образец ораторского искусства.